# 錫韋倫山
47°2′55″N 9°7′5″E / 47.04861°N 9.11806°E
錫韋倫山（德語：Siwellen），是瑞士的山峰，位於該國東部，由格拉魯斯州負責管轄，屬於格拉魯斯山的一部分，處於希爾特山以北，海拔高度2,307米。